# 쥐포
쥐포는 대한민국의 길거리 음식 중 하나이다. 쥐치를 말리고 구워서 만든다. 특유의 맛이 있으며, 그것이 마를 때까지 구워서 먹는다.

## 역사
대한민국에서 쥐포를 먹기 시작한 것은 1960년대 말부터이다. 일본에 수출하려고 만든 쥐포가 대한민국 내로 새 나가면서 유명해졌다.

## 같이 보기
- 육포
- 어포
- 포 (음식)